# Třída Čchö Hjon
Třída Čchö Hjon je třída válečných lodí Námořnictva Korejské lidové armády. Kategorizace této třídy není jednotná. Používáno je označení fregata, nebo torpédoborec. Představuje největší hladinovou válečnou loď námořnictva KLA. Většina technických detailů je pouze odhadována. Prototypová jednotka Čchö Hjon byla na vodu spuštěna v dubnu 2025.

## Stavba
Veřejnost se o existenci třídy dověděla ze čtyř fotografií zveřejněných Korejskou ústřední televizí (KCTV) v prosinci 2024. Byla na ní první jednotka rozestavěná loděnicí v Nampcho. Fotografie nasvědčovaly tomu, že plavidlo velikostí výrazně překonává dřívější třídu Amnok a jeho vybavení bude obsahovat moderní prvky, jako jsou vertikální odpalovací sila a radary s pevnými anténami.
Prototypová jednotka Čchö Hjon (51) byla na vodu spuštěna 25. dubna 2025 v loděnici v Nampcho. (Některé prameny toho datum spojují i s přijetím do služby.) Ceremoniálu se účastnil severokorejský vůdce Kim Čong-un s dcerou Kim Ču-ae, velitel námořnictva a jeho nejvyšší velení.
Dne 30. dubna 2025 Korejská centrální zpravodajská agentura (KCNA) informovala, že plavidlo Čchö Hjon během zkušebních střeleb vypustilo protiletadlové řízené střely a střely s plochou dráhou letu. Agentura přitom citovala Kim Čong-una, že nastal čas pro jaderné vyzbrojení námořnictva KLA.
Ze zveřejněných fotografií bylo usouzeno, že v Čchongdžinu je stavěna druhá jednotka této třídy. Při spouštění této lodi na vodu 21. května 2025 došlo k nehodě. Loď byla spouštěna bokem a zatímco záď sklouzla na vodu, příď zůstala na skluzu. Loď se převrátila na pravobok a došlo k poškození jejího dna a pravoboku. S přídí stále na břehu záď skončila pod vodou. Dle KCNA byl „pravobok trupu poškrábaný a určité množství mořské vody nateklo do záďové části záchranným kanálem“ a oprava boku si vyžádá kolem 10 dní. Dne 5. června 2025 server The War Zone informoval, že dle satelitních snímků byla plavidla napřímena a zakotvena v blízkosti loděnice. K napřímení plavidla došlo 2. června 2025. Poté bylo přesunuto do suchého doku v Rasonu. Dne 12. června 2025 tam proběhlo druhé slavnostní spuštění plavidla na vodu. Rozsah poškození plavidla není znám. Zaznámenáno bylo strukturální poškození nástaveb, přičemž slaná voda nejspíše poškodila elektroniku a vybavení plavila.
Jednotky třídy Čchö Hjon:
| Jméno          | Místo stavby | Spuštěna na vodu                | Vstup do služby | Status |
| -------------- | ------------ | ------------------------------- | --------------- | --- |
| Čchö Hjon (51) | Nampcho      | 25. dubna 2025                  |                 | zkoušky                                                                                                   |
| Kang Kon (52)  | Čchongdžin   | 21. května 2025 12. června 2025 |                 | Při nezdařeném spuštění na vodu se převrátila a částečně potopila. Vyzvednuta a podruhé spuštěna na vodu. |

## Konstrukce
Plavidlo je vybaveno trupovým sonarem. Na svou velikost nese velice silnou výzbroj. Na přídi se nachází dělová věž s jedním 127mm kanónem (kopii zbrojovky Otobreda). Za dělovou věží je přední baterie vertikálních odpalovací sil, z nichž 32 má menší a dvanáct větší poklopy. Další vertikální sila jsou umístěna v zadní části nástavby. Od nejmenší po největší mají dvanáct, osm a deset buněk. Vertikální sila tedy mají celkem 74 buněk. Dle serveru The War Zone mají sila nejméně čtyři různé velikosti. Dalších osm střel je uloženo na šikmých podstavách před komínem. Složení raketové výzbroje není známo, odhadováno je, že ji tvoří protiletadlové řízené střely, protilodní střely, dle The War Zone pravděpodobně též střely s plochou dráhou letu a taktické balistické rakety. Plavidlo nese hybridní protiletadlový komplet s kanóny a osmi řízenými střelami (připomíná ruský typ Pancir-M) a dále dva systémy bodové obrany AK-630, každý s 30mm kanónem. Obranu posilují čtyři vrhače klamných cílů. V jejich blízkosti jsou další čtyři čtyřnásobné vrhače, jejichž účel není přesně znám. V nástavbě se nacházejí dva dvojité protiponorkové torpédomety. Na zádi se nachází přistávací plocha pro vrtulník. Hangár pro něj chybí.